# Данфорт (Мен)
Данфорт (англ. Danforth) — місто (англ. town) в США, в окрузі Вашингтон штату Мен. Населення — 587 осіб (2020).

## Демографія
Згідно з переписом 2010 року, у місті мешкало 589 осіб у 249 домогосподарствах у складі 164 родин. Було 582 помешкання
Расовий склад населення:
| - 95,6 % — білих - 1,2 % — корінних американців - 0,2 % — чорних або афроамериканців - 1,0 % — осіб інших рас |

До двох чи більше рас належало 2,0 %. Частка іспаномовних становила 0,2 % від усіх жителів.
За віковим діапазоном населення розподілялося таким чином: 20,9 % — особи молодші 18 років, 58,4 % — особи у віці 18—64 років, 20,7 % — особи у віці 65 років та старші. Медіана віку мешканця становила 46,3 року. На 100 осіб жіночої статі у місті припадало 101,7 чоловіків;  на 100 жінок у віці від 18 років та старших — 94,2 чоловіків також старших 18 років.
Середній дохід на одне домашнє господарство  становив 35 685 доларів США (медіана — 33 542), а середній дохід на одну сім'ю — 42 667 доларів (медіана — 39 861). Медіана доходів становила 36 094 долари для чоловіків та 20 625 доларів для жінок. За межею бідності перебувало 26,3 % осіб, у тому числі 14,7 % дітей у віці до 18 років та 31,2 % осіб у віці 65 років та старших.
Цивільне працевлаштоване населення становило 145 осіб. Основні галузі зайнятості: освіта, охорона здоров'я та соціальна допомога — 41,4 %, роздрібна торгівля — 20,7 %, сільське господарство, лісництво, риболовля — 20,0 %.